# Kristian Albrekt av Holstein-Gottorp
Kristian Albrekt, född 3 februari 1641, död 6 januari 1695 (27 december 1694 enl. gamla tideräkningen), var hertig av Holstein-Gottorp 1659–1695 och furstbiskop av Lübeck 1655–1666.

## Biografi
Kristian Albrekt var son till Fredrik III av Holstein-Gottorp och Marie Elisabeth av Sachsen samt gift med Fredrika Amalia av Danmark.
Kristian Albrekt efterträdde 1659 sin far och strävade i likhet med denne att göra sig oberoende av Danmark och sökte därför stöd från Sverige. Giftermålet med Fredrika Amalia av Danmark 1667 tycktes visserligen medföra en försoning, men strax efter Kristian V:s tronbestigning blev förhållandet genom Danmarks aggression åter spänt, och vid utbrottet av Skånska kriget 1675 tvingades Kristian Albrekt i Rendsburg att överlämna sina fästningar till Danmark och avstå sin rätt att hålla krigsmakt. Då han senare protesterade, förklarades hans del av Slesvig förbruten. Freden i Fontainebleau 1679 återinsatte Kristian Albrekt i hans rättigheter. 1684 besatte Danmark åter det gottorpska Slesvig, och Kristian Albrekt måste fly till Hamburg, men särskilt Karl XI:s ingripande framtvingade den för honom fördelaktiga förlikningen i Altona. Hans främsta åtgärd som hertig var annars grundandet av universitetet i Kiel 1665.
Han var bror till Hedvig Eleonora av Holstein-Gottorp, gift med Karl X Gustav.

## Familj
Kristian Albrekt gifte sig 1667 med Fredrika Amalia av Danmark, dotter till kung Fredrik III av Danmark och Sofia Amalia av Braunschweig-Lüneburg.
Barn:
1. Sofia Amalia, född 19 januari 1670, död 27 februari 1710, 7 juli 1695 gift med August Wilhelm av Braunschweig-Wolffenbüttel, född 8 mars 1662, död 23 mars 1731. Äktenskapet mellan Sofia Amalia och August Wilhelm var hertigens 2:a av totalt 3 st. Samtliga 3 äktenskap var barnlösa.
2. Fredrik IV av Holstein-Gottorp, gift med Hedvig Sofia av Sverige
3. Kristian August av Holstein-Gottorp, furstbiskop av Lübeck
4. Marie Elisabeth av Holstein-Gottorp, abbedissa av Quedlinburg